# 면천 (조선)
면천(免賤)은 조선의 신분제도 중 최하층에 속하는 천민에 대해서 신분을 격상하여 천민 신분을 면제시켜주는 제도를 말한다. 제천(除賤) 또는 탈천(脫賤)이라고도 한다.
조선은 신분제도를 통해서 상층계급인 양반, 중층계급인 중인(仲人), 하층계급인 평민, 최하층 계급인 천민으로 나뉘는데 이 중 천민은 신분상에서도 가장 하대 취급을 받는 신분으로 백정, 노비, 승려, 광대, 무당 등이 속한다.

## 면천의 의의
1392년 건국 이래 조선은 1897년 대한제국으로 정치체제 변화를 거쳐 1910년 멸망 때까지 500년동안 조선의 사회제도를 통해서 신분을 구분하였으며 그 중 국왕을 비롯해 왕족은 최상층, 양반은 상층, 중인(仲人)은 중층, 평민은 하층, 천민은 최하층 신분으로 구분하였으며 이 중 천민은 신분 중에서도 최하층으로서 주로 양반들로부터 천대를 받았고 관직에도 진출하지 못하거나 교육에 대한 의무를 가지지 못하는 제약을 가졌다.
천민 중에서 나라에 공로를 인정받았거나 조선 사회를 위해 헌신하였던 특별한 사례가 생긴 경우 조정의 검토를 거쳐서 통수권자인 조선의 국왕이 직접 면천 여부를 결정하게 되며 국왕의 어명에 의해 면천령이 내려지면 천민의 신분에서 벗어나 평민이나 양반 계급으로 격상되고 평민의 경우 천민 때 받았던 천대 행위가 다소 줄게되고 양반의 경우 상층으로 격상되어 교육을 의무적으로 받을 수 있고 관직에도 나갈 수 있다.

## 면천의 과정
면천은 조선의 통수권자인 국왕이 직접 결정하게 되었으며 천민 중에서 나라에 공로를 인정받은 특별한 사례나 인적이 있는 경우 국왕의 어명에 따라 면천이 주어져 신분이 격상된다.
1894년 갑오개혁 때 신분제도와 함께 폐지 수순을 밟게 되었으며 1910년 한일 병합 조약에 의해 대한제국이 멸망하면서 폐지되었다.

## 면천의 사례
조선의 문신인 정충신이 있는데 출생 당시에는 전라도 나주 출신의 관노로 있던 천민이었지만 도원수 권율의 휘하로 들어가 임진왜란 당시 왜군의 동태를 정탐파악하여 보고했던 공로를 인정받아 면천되어 양반으로 격상되었다.

## 같이 보기
- 신분
- 정충신